# Terra Phantastica
Terra Phantastica (テラ ファンタスティカ ()) est un jeu vidéo de type tactical RPG développé et édité par Sega, sorti en 1996 sur Saturn.

## Système de jeu
Terra Phantastica est un tactical RPG se déroulant dans un univers médiéval fantastique,.

## Accueil
Gia-Dinh To de Consoles + fait l'éloge du jeu, qu'elle qualifie d'« excellent wargame ». Elle apprécie sa réalisation, et le fait qu'« une fois rentré dans le jeu [...], on ne peut plus décrocher. »
Christophe Pottier de Player One salue la réalisation « très honnête » et « l'aspect tactique » du jeu.
Pour le rédacteur de Joypad, « le jeu est bon sans être excellent ». Il lui reproche d'être « d'un classicisme total », et affirme que « l'aspect des personnages sera un petit peu bateau - pour ne pas dire ringard - auprès des joueurs français. »